# Lodares (Lousada)
Lodares es una freguesia portuguesa del concelho de Lousada, en el distrito de Oporto, con 3,58 km² de superficie y 2002 habitantes (2011). Su densidad de población es de 559,2 hab/km².
Lodares se sitúa en el extremo meridional del concelho de Lousada, en la confluencia de los ríos Sousa y Mezo, cuyos sedimentos proporcionan buena tierra agrícola. En su patrimonio histórico-artístico destacan, además de varias casas solariegas, la capilla de Santa Isabel, anterior a 1623, pero cuyo aspecto actual data de finales del siglo XVIII, y un calvario, también dieciochesco, situado frente a la iglesia parroquial.